# Verila
Verila (bulgariska: Верила) är en bergskedja i Bulgarien.   Den ligger i regionen Sofijska oblast, i den västra delen av landet, 30 km söder om huvudstaden Sofia.
I omgivningarna runt Verila växer i huvudsak lövfällande lövskog. Runt Verila är det ganska tätbefolkat, med 90 invånare per kvadratkilometer.